# Aeroporto di Bratislava-M.R. Štefánik
L'Aeroporto M.R. Štefánik (IATA: BTS, ICAO: LZIB) (in slovacco: Letisko Milana Rastislava Štefánika), più noto come Aeroporto di Bratislava o Aeroporto di Bratislava-Ivanka, situato a circa 9 km a nord-est del centro di Bratislava e posizionato su un'area che copre in parte tre comuni (Bratislava-Ružinov, Bratislava-Vrakuňa e Ivanka pri Dunaji) è il principale aeroporto internazionale della Slovacchia. Nel 1993 fu intitolato al generale Milan Rastislav Štefánik, Ministro della Guerra della Repubblica di Cecoslovacchia, che rimase ucciso in un incidente aereo sopra Bratislava nel 1919.

## Posizione
L'aeroporto di Bratislava si trova 9 km a nord-est del centro della città e sorge su un'area di circa 4,77 km². Dista circa un'ora d'automobile da Vienna (Austria), Brno (Repubblica Ceca) e Győr (Ungheria), coprendo quindi un bacino di utenza di quattro stati.

## Caratteristiche
Il primo volo regolare tra Praga e Bratislava avvenne nel 1923, per mezzo dell'appena formatasi Czechoslovak Airlines. A quel tempo l'aeroporto di Bratislava era a Vajnory, a 3 km dall'aeroporto attuale, poi dismesso. I lavori di preparazione per l'aeroporto attuale cominciarono nel 1947 e la costruzione vera e propria nel 1948, con due piste perpendicolari (04/22, 1900 m e 13/31, 1500 m). Infine l'aeroporto fu aperto nel 1951.
L'aeroporto ha un traffico di voli intercontinentali, internazionali e nazionali. Le piste attuali consentono l'atterraggio di qualsiasi mezzo aereo usato ad oggi nel mondo, eccetto gli Airbus A380, gli Antonov An-225 e i Boeing 747-8.
È dotato di due piste perpendicolari (04/22 e 13/31), che hanno subito una completa ristrutturazione nel 1980. La pista 13/31 è attrezzata per l'ICAO di III categoria per l'avvicinamento e l'atterraggio, mentre la 04/22 è di categoria I.

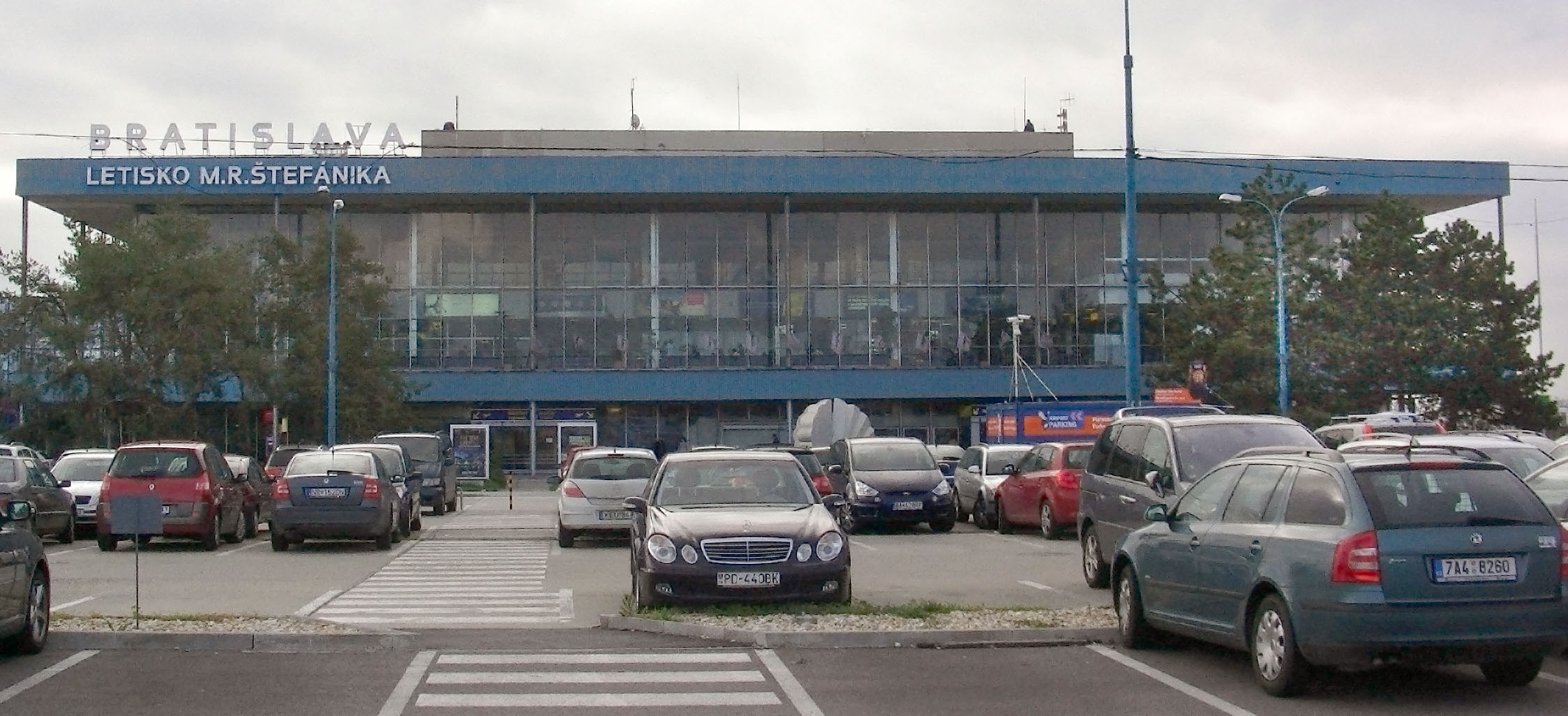
L'originale terminal A nel 2008

L'aeroporto ha un terminal; esso è l'originale terminal A, costruito nel 1970, demolito nel gennaio 2011 e sostituito dal nuovo terminal A a luglio 2012, che serve sia le partenze che gli arrivi. Gli arrivi al terminal B, costruito nel 1994, e gli arrivi al terminal C, costruito nel 2006, sono ora in disuso in quanto il nuovo terminal A ha ospitato tutti gli arrivi dalla ristrutturazione. Una nuova torre di controllo fu costruita negli anni novanta. Inoltre una nuova struttura in principio usata per connettere il terminal delle partenze al terminal B degli arrivi fu terminata nel 2008 e ospita attualmente diverse agenzie di viaggio slovacche e un ufficio delle poste.
Il numero di passeggeri servito all'aeroporto di Bratislava è andato calando nei primi anni novanta per via della maggiore competitività del vicino Aeroporto Internazionale di Vienna (a soli 55 km), per poi crescere rapidamente da allora. A causa dell'attuale crisi economica e del collasso delle tre principali compagnie aeree slovacche (SkyEurope, Air Slovakia e Seagle Air) è tornato a calare dal 2009 al 2014, quindi i passeggeri sono tornati a crescere, fino a raggiungere il numero massimo nel 2018. Nel 2020 l'epidemia di COVID-19 ha provocato una contrazione dell'82% del numero di passeggeri, parzialmente recuperati nel 2022.
Il parcheggio accanto al terminal ha una capacità di 970 posti e viene usato per stazionamenti a breve e a lungo termine. La capacità attuale dell'aeroporto corrisponde a 5 milioni potenziali di passeggeri annui.
L'aeroporto è base della compagnia Go2Sky.

## Statistiche

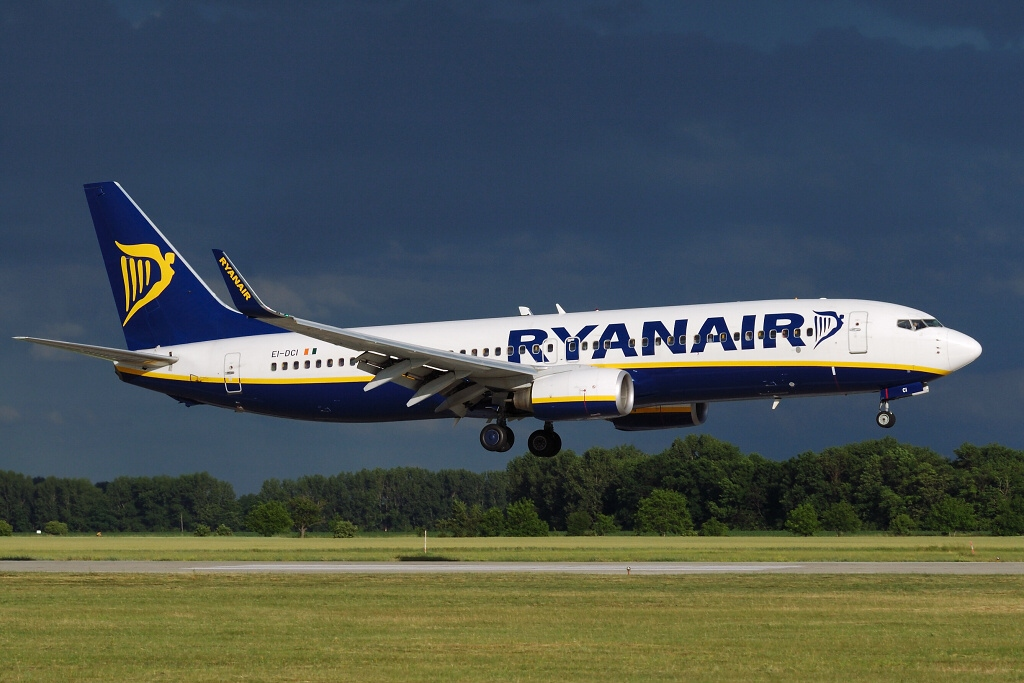
Ryanair Boeing 737-800 a Bratislava

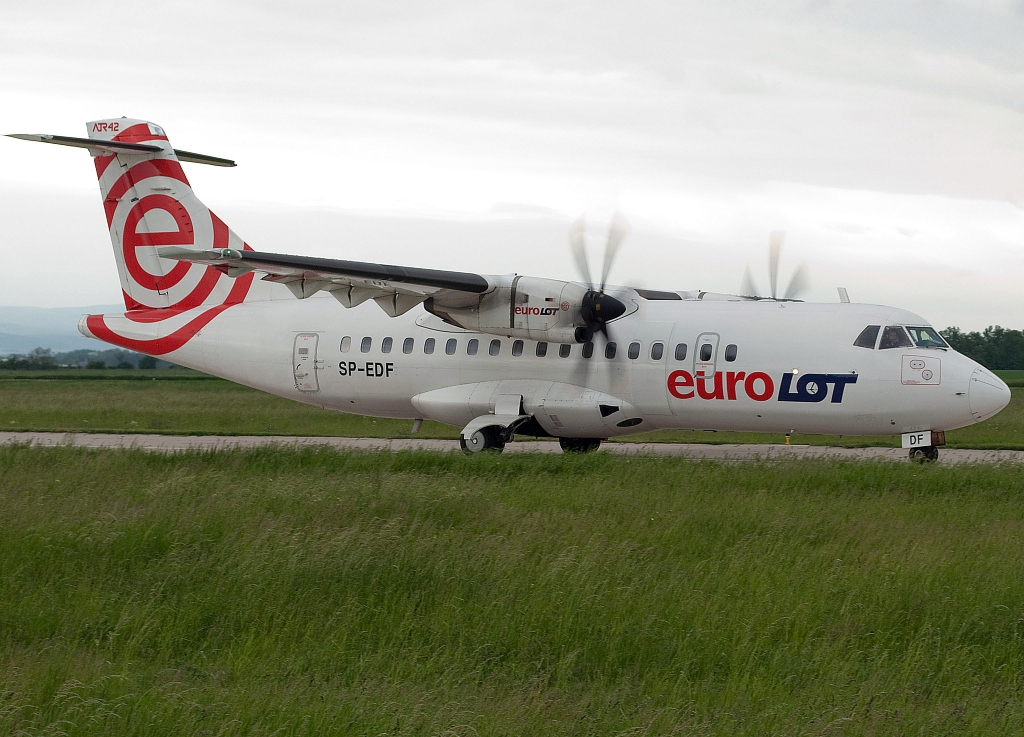
Eurolot ATR 42-500 a Bratislava

| Anno | Passeggeri | Differenza | Cargo (tonnellate) |
| ---- | ---------- | ---------- | ------------------ |
| 1997 | 285.983    |            | 1.641              |
| 1998 | 324.219    | +13,4%     | 1.443              |
| 1999 | 276.092    | -14,8%     | 1.605              |
| 2000 | 283.714    | +2,8%      | 2.878              |
| 2001 | 293.326    | +3,4%      | 3.171              |
| 2002 | 368.203    | +25,5%     | 4.831              |
| 2003 | 480.011    | +30,4%     | 10.736             |
| 2004 | 893.614    | +86,2%     | 6.972              |
| 2005 | 1.326.493  | +48,4%     | 3.633              |
| 2006 | 1.937.642  | +46,1%     | 5.055              |
| 2007 | 2.024.142  | +4,5%      | 1.969              |
| 2008 | 2.218.545  | +9,6%      | 6.961              |
| 2009 | 1.710.018  | −22,9%     | 11.903             |
| 2010 | 1.665.704  | −2,6%      | 17.717             |
| 2011 | 1.585.064  | −4,8%      | 20.530             |
| 2012 | 1.416.010  | −10,7%     | 22.563             |
| 2013 | 1.373.078  | −3,0%      | 21.271             |
| 2014 | 1.355.625  | −1,3%      | 19.448             |
| 2015 | 1.564.311  | +15,4%     | 21.098             |
| 2016 | 1.756.808  | +12,3%     | 22.895             |
| 2017 | 1.942.069  | +10,5%     | 26.246             |
| 2018 | 2.292.712  | +18,1%     | -                  |
| 2019 | 2.290.242  | -0,1%      | 20,449             |
| 2020 | 405.097    | -82%       | 24,739             |
| 2021 | 480.152    | +18,5%     | 19 623             |
| 2022 | 1.406.284  | +192,8%    | -                  |

## Trasporti

### Bus
- Bratislava - L'filobus N° 61 collega l'aeroporto al centro della città e alla Stazione di Bratislava Centrale durante il giorno. Di notte l'aeroporto è servito dall'autobus N° N61.
- Vienna - Blaguss e Slovak Lines (in cooperazione con Postbus) utilizzano corriere in collegamento con Vienna e con il suo aeroporto 25 volte al giorno, approssimativamente uno ogni 45 minuti. Il viaggio per il centro della città impiega tra i 75 e i 90 minuti.
- Altre destinazioni - Slovak Lines opera anche verso destinazioni in tutta la Slovacchia.

### Strada
L'aeroporto di Bratislava può essere raggiunto dal centro in macchina, 9 km, o dall'autostrada D1.
Vi è un servizio di parcheggio a breve e lunga scadenza, di fronte alla struttura. P1 è il parcheggio all'aperto per soste di massimo 15 minuti. P2 è l'altro parcheggio all'aperto per soste di lunga permanenza.